# Драгутин Врђука
Драгутин Врђука (Загреб 3. април 1895 — Загреб 23. јануар 1948) је први југословенски голман — репрезентативац, дуго година успешан чувар мреже Грађанског, међу најбољим голманима у земљи између два светска рата.
У време кад се још није играло првенство (прво је одржано 1923), прославио се сјајним одбранама 1920. у Прагу и Бечу, а посебно приликом турнеје Грађанског 1922. и 1923. по Шпанији. У дресу Грађанског освојио је 1923. и први трофеј националног првака. Комплетну фудбалку каријеру је провео у Грађанском.
Уз 15 утакмица за градску селекцију Загреба, боје репрезентације Југославије бранио је на седам утакмица од 1920. до 1924. године, дебитујући заједно са репрезентацијом 28. августа 1920. против Чехословачке (0:7) на олимпијском турниру у Антверпену. И на последњој утакмици за национални тим примио је такође седам голова 26. маја 1924. против Уругваја (0:7) на олимпијском турниру у Паризу. На седам утакмица примио је 35 голова (у просеку по пет), али је био међу нашим најбољим играчима и онда кад је примао „седмице“.
По занимању је био тапетар.
Преминуо је у Загребу 23. јануара 1948. године у 53. години од туберкулозе.

## Трофеји

### ХШК Грађански
- Првенство (1): 1923.